# Пейсън (Аризона)
Вижте пояснителната страница за други значения на Пейсън.
Пейсън (на английски: Payson) е град в окръг Хила, щата Аризона, САЩ. Пейсън е с население от 15 407 жители (2007) и обща площ от 50,4 km². Намира се на 1500 m надморска височина. ЗИП кодът му е 85541, 85547, а телефонният му код е 928.